# TACSTD2
TACSTD2‏ (Tumor associated calcium signal transducer 2) هوَ بروتين يُشَفر بواسطة جين TACSTD2 في الإنسان.